# Marie Wilt
Marie Wilt, também conhecida como Vilda Maria e Maria Liebenthaler (30 de janeiro de 1833 – 24 de setembro de 1891), foi uma cantora austríaca decoloratura soprano dramático.
Possuindo uma ampla gama vocal, com uma enorme adaptabilidade e flexibilidade, Marie Wilt cantou um repertório amplo que engloba as óperas de Wolfgang Amadeus Mozart, as óperas do alemão Richard Wagner, as grandes óperas de Giuseppe Verdi, o bel canto das óperas de Bellini e Rossinie Donizetti. 
Cantou durante muitos anos em Wiener Hofoper (agora sendo Ópera Estatal de Viena) e, por diversas temporadas, no Royal Opera House e Covent Garden, em Londres. Interpretou também o papel de Sulamita na estreia mundial de Die Königin von Saba, de Karl Goldmark, em 1875. Apareceu inúmeras vezes em performances de obras de Beethoven, Haydn e Mendelssohn.

## Biografia

### Início da vida e educação
Nascida em Viena, com o nome de Marie Liebenthaler, Wilt, órfã, foi adotada por uma família com o sobrenome de Tremier. No início da adolescência, cantou em coros em Viena, e, ocasionalmente, como solista. Casou em 1855 com o banqueiro Franz Wilt e durante muitos anos foi apenas dona de casa, enquanto continuava a atuar em coros. Em 1858, juntou-se a Wiener Singakademie e chamou a atenção do futuro diretor, Johann von Herbeck, que lhe deu solos nos oratórios e noutras grandes apresentações realizadas pelo grupo. Sob a influência de Herbeck e da soprano belga Désirée Artôt, começou a ter aulas de canto com Joseph Gänsbacher.

### Carreira e vida posterior
Wilt fez em 1865 a sua estreia profissional na ópera como Donna Anna de Mozart Don Giovanni com a Ópera de Graz. Repetiu o papel um ano mais tarde, na Ópera Estatal de Berlim, mas teve que abandonar o meio devido a uma intoxicação por monóxido de carbono. No ano seguinte, viajou para Inglaterra para se juntar ao Covent Garden, onde cantou durante dois anos sob o nome de "Maria Vilda". Em Londres, interpretou o papel-título na ópera Norma de Bellini. 
Em 1867, Wilt voltou para a Áustria para se juntar ao elenco na Ópera Estatal de Viena onde, interpretou diferentes papéis, durante dez anos. Seu primeiro papel na opera house, foi Leonora em Verdi Il Trovatore. Em 1869 interpretou o papel de Donna Elvira em Mozart Don Giovanni para a abertura de Viena, a nova casa de ópera, em 1874 teve o papel-título de Verdi Aida e em 1875 o papel de Sulamita na estreia mundial de Karl Goldmark Die Königin von Saba, foi a Rainha da Noite em Mozart, A Flauta Mágica, o bel canto de óperas de Donizetti e Bellini, e vários heroínas Wagner e Verdi entre outros.
Enquanto cantava com a Wiener Hofoper, Wilt também viajou periodicamente em toda a Europa, como artista convidada em inúmeras óperas e concertos. Foi particularmente admirada pelas suas performances dos solos de soprano em Verdi Requiem, Beethoven 9ª sinfonia, a Missa solemnis, e o concerto de obras de Haydn e Mendelssohn. Esteve em Frankfurt e Mannheim em 1868, Praga em 1869, e Riga em 1871. Em 1873, esteve presente em espetáculos no Menor Rhenish Festival de Música em Düsseldorf e Aachen, e em Bona, para a celebração de Robert Schumann. Wilt voltou, em 1874 para o Covent Garden, onde apareceu em várias produções, incluindo: Marguerite de Valois na Giacomo Meyerbeer Les Huguenots, o papel-título na Donizetti Lucrécia Borgia, Alice Donizetti Robert Le Diable, e o papel-título de Rossini Semiramis.
Em 1877 Wilt vai para Leipzig. Conseguiu o papel de Brünnhilde numa das primeiras atuações completas de Richard Wagner Der Ring des Nibelungen (O Anel do Ciclo) do maestro Anton Seidl. Em 1880 entra para a Casa de Ópera de Frankfurt, para a sua primeira temporada, com o papel de Donna Anna. Deixou Frankfurt em 1882, e passou quatro anos seguintes cantando em Budapeste e Brno. Voltou à Wienner Hofoper em 1886, e no ano seguinte representou o papel de Donna Elvira, no Festival de Salzburgo, por ocasião do centenário de desempenho de Don Giovanni.
Em 1890, mudou-se para Graz para viver com a sua filha, a Sra Gottinger. Foi então que se apaixonou por um homem mais novo. Com o fim da relação, entrou numa profunda depressão e cometeu suicídio ao saltar da janela do quarto andar de um hotel em Viena.